# Neuvième circonscription de la préfecture d'Aichi
La neuvième circonscription de la préfecture d'Aichi (愛知県第9区, Aichi-ken dai-kyū-ku) est l'une des seize circonscriptions législatives que compte la préfecture d'Aichi au Japon.

## Description géographique
Entre 1994 et 2013, la neuvième circonscription de la préfecture d'Aichi regroupait les villes de Tsushima, Bisai et Inazawa et les districts de Nakashima (ja) et Ama.
Entre 2013 et 2022, elle réunissait les villes de Tsushima, Inazawa, Aisai, Yatomi et Ama, une partie de la ville d'Ichinomiya et le district d'Ama.
Depuis 2022, elle comprend les villes de Tsushima, Inazawa, Aisai, Yatomi et Ama et le district d'Ama,.

## Députés
| Législature | Début de mandat | Fin de mandat | Député élu             | Parti politique | Parti politique |
| ----------- | --------------- | ------------- | ---------------------- | --------------- | --------------- |
| 41e         | 1996            | 2000          | Toshiki Kaifu          |                 | Shinshintō      |
| 42e         | 2000            | 2003          | Toshiki Kaifu          |                 | PC              |
| 43e         | 2003            | 2005          | Toshiki Kaifu          | NPC             |                 |
| 44e         | 2005            | 2009          | Toshiki Kaifu          |                 | PLD             |
| 45e         | 2009            | 2012          | Mitsunori Okamoto (ja) |                 | PDJ             |
| 46e         | 2012            | 2014          | Yasumasa Nagasaka (ja) |                 | PLD             |
| 47e         | 2014            | 2017          | Yasumasa Nagasaka (ja) |                 | PLD             |
| 48e         | 2017            | 2021          | Yasumasa Nagasaka (ja) |                 | PLD             |
| 49e         | 2021            | 2024          | Yasumasa Nagasaka (ja) |                 | PLD             |
| 50e         | 2024            | -             | Mitsunori Okamoto      |                 | PDC             |